# Suren (Ledokombo)
Suren is een bestuurslaag in het regentschap Jember van de provincie Oost-Java, Indonesië. Suren telt 8617 inwoners (volkstelling 2010).